# Шишловский, Николай Александрович
Никола́й Алекса́ндрович Шишло́вский (24 июня 1907 — 1984) — русский советский график, художник книги, работал в основном в области книжной иллюстрации. Занимался также плакатом, керамикой, гобеленом, пробовал себя в живописи. Создавал портреты, поэтические пейзажи, жанровые работы. Участник Великой Отечественной войны. Кавалер ордена Красной Звезды.

## Биография
Родился 24 июня 1907 года. Окончил Саратовское художественное училище.
С 1932 года жил и работал в Москве, где сотрудничал с различными издательствами, работая в области книжной иллюстрации. Например, только в издательстве «Художественная литература» оформил около 20 книг. Среди них — произведения Пушкина, Гоголя, Чехова, Паустовского. Широкую известность получили его иллюстрации к «Фронтовым стихам» Твардовского и к «Избранному» Фурманова.
Оформил много книжных переплётов, особенно тяготея к поэтическим книгам, лирике Востока. Так, оформляя японскую поэзию, он изучал национальный декор тканей, лаковую роспись, мотивы украшений самурайского оружия. Интерес к Востоку во многом определился годами Великой Отечественной войны: работая во фронтовых газетах, Николай Александрович бывал на переднем крае Первого Дальневосточного фронта, знал людей и природу края.
Шишловский работал в традициях графического искусства В. А. Фаворского и Н. Н. Купреянова, чьим художественным принципам он следовал. В 1949 году издательство «Детгиз» выпустило «Маленькие трагедии» Пушкина с гравюрами В. А. Фаворского, а переплёт и титульный лист этой книги оформлял Шишловский.
Умер в феврале 1984 года, задохнувшись при тушении пожара в своей мастерской.

## Творческое наследие
В свободное от оформления книг время Шишловский работал в различных видах и жанрах искусства. Занимался плакатом, керамикой, гобеленом, пробовал себя в живописи. Создавал интересные портреты, поэтические пейзажи, жанровые работы. Его станковая графика стала известна благодаря посмертной выставке художника, проходившей в сентябре 1985 года в зале МОСХа на Беговой улице в Москве. В экспозицию выставки вошли графические произведения, отразившие годы войны, а также впечатления от поездок художника по стране. Среди них — ксилографии и литографии, офорты и линогравюры, листы, выполненные в смешанной технике и акварели. Автор часто работал большими сериями. В их числе — «Порт», «Среднеазиатская», «Прибалтийская», «Крымская», «Среднерусская» и «Дальний Восток». Многочисленные поездки по стране и работа в организуемых Союзом художников творческих группах давали широту видения жизни.
В 1989 году часть станковых работ Н. А. Шишловского была передана его вдовой В. И. Лигачёвой в Советский фонд культуры (ныне Российский фонд культуры) и в дар Дому-музею народного художника СССР В. А. Игошева (1921—2007) в Ханты-Мансийске (тридцать графических листов).

## Некоторые работы

### Книжная графика
- Тан Вл. Воскресшее племя : (Юкатиры) : Роман / Владимир Тан; Переплёт худож. Н. Шишловского. — М.: Гослитиздат, 1935. — 284 с. (в пер.)
- Ингобор Э. Этландия : Роман / Эрик Ингобор; Переплёт худож. Н. Шишловского. — М.: Гослитиздат, 1935. — 232 с. — 5000 экз. (в пер.)
- Дзержинский Иван. Поднятая целина. Музыкальная драма в 4 актах, 8 картинах / Клавираусцуг Всеволода Васильева. Либретто (по роману М. Шолохова) Леонида Дзержинского. Стихи Леонида Дзержинского и Александра Чуркина. Худ. Н. Шишловский. — М.: Музгиз, 1939. — 345 с. — 2000 экз. (в пер.)
- Кублицкий Г. И. Большая Волга / Г. И. Кублицкий; Оформление Н. Шишловского. — М.: Детгиз, 1951. — 192 с. — 30 000 экз.
- Краснов А. Н. Под тропиками Азии / Под ред., со вступит. ст. и примеч. проф. Ф. Н. Милькова; Худож. Н. А. Шишловский. — М.: Географгиз, 1956. — 264, [18] с. — 50 000 экз.
- Бунтаран. По центральной Яве = Djawa Tengah / Пер. с индонез. и примеч. В. Н. Степанова; Предисл. В. Николаева; Худож. Н. А. Шишловский. — М.: Географгиз, 1959. — 80 с. — 25 000 экз.
- Корейская классическая поэзия. Перевод Анны Ахматовой. М., 1958. Художник Н.А. Шишловский. Тираж 25 000 экз.
- Тучкова-Огарёва Н. А. Воспоминания / Редакторы: С. Голубов, В. Григоренко, Н. Гудзий; Иллюстратор: Н. Шишловский. — М.: Государственное издательство художественной литературы, 1959. — 384 с. — (Серия литературных мемуаров). — 50 000 экз. (в пер., суперобл.)
- Иванов Вс. Н. Императрица Фике / Иллюстратор: Н. Шишловский. — М.: Советский писатель, 1968. — 320 с. — 30 000 экз. (в пер.)
- Немцов Вл. Когда приближаются дали… : Роман о реальной мечте / Владимир Немцов; Художник Н. Шишловский. — М.: Советский писатель, 1975. — 256 с. — 150 000 экз. (обл.)